# Horn (Svizzera)
Horn (toponimo tedesco) è un comune svizzero di 2 600 abitanti del Canton Turgovia, nel distretto di Arbon.

## Geografia fisica
Horn si affaccia sul lago di Costanza; il comune costituisce un'exclave del Canton Turgovia nel Canton San Gallo.

## Società

### Evoluzione demografica
L'evoluzione demografica è riportata nella seguente tabella:
Abitanti censiti

## Amministrazione
Ogni famiglia originaria del luogo fa parte del cosiddetto comune patriziale e ha la responsabilità della manutenzione di ogni bene ricadente all'interno dei confini del comune.

## Infrastrutture e trasporti
Horn è servito dall'omonima stazione sulla ferrovia Sciaffusa-Rorschach.